# Parchi naturali regionali della Francia

Parchi naturali regionali della Francia (in colore verde)

I Parchi naturali regionali della Francia (in francese Parc naturel régional, o PNR) sono enti amministrativi locali, creati dai governi comunali locali, con la certificazione statale, che hanno come fine la protezione, la gestione e lo sviluppo di un territorio.
Al momento dell'istituzione del parco viene definito un documento, detto Carta del Parco che definisce il piano dello sviluppo economico sostenibile da attuare nel territorio, per un periodo di 12 anni, nonché le regole di gestione del parco.
La maggior parte dei parchi naturali regionali sono gestiti da un consiglio di amministrazione aperto composto da membri eletti della comunità (comuni, dipartimenti, regioni) e, talvolta, parti sociali ed economiche.
Il territorio di un PNR è definito con decreto del Primo Ministro ed ha validità per 12 anni.

## Lista dei Parchi naturali regionali della Francia
I Parchi naturali regionali della Francia sono attualmente 45 (2008).
| Nome del parco                                                | Data di istituzione | Regione                             |
| ------------------------------------------------------------- | ------------------- | ----------------------------------- |
| Parco naturale regionale di Scarpe-Escaut                     | 13 settembre 1968   | Nord-Pas-de-Calais                  |
| Parco naturale regionale di Armorique                         | 30 settembre 1969   | Bretagna                            |
| Parco naturale regionale di Camargue                          | 25 settembre 1970   | Provenza-Alpi-Costa Azzurra         |
| Parco naturale regionale di Brière                            | 16 ottobre 1970     | Paesi della Loira                   |
| Parco naturale regionale della Forêt d'Orient                 | 16 ottobre 1970     | Champagne-Ardenne                   |
| Parco naturale regionale delle Lande di Guascogna             | 16 ottobre 1970     | Aquitania                           |
| Parco naturale regionale di Morvan                            | 16 ottobre 1970     | Borgogna                            |
| Parco naturale regionale di Vercors                           | 16 ottobre 1970     | Rhône-Alpes                         |
| Parco naturale regionale della Corsica                        | 12 maggio 1972      | Corsica                             |
| Parco naturale regionale di Haut-Languedoc                    | 22 ottobre 1973     | Languedoc-Roussillon, Midi-Pyrénées |
| Parco naturale regionale di Boucles de la Seine normande[1]   | 17 maggio 1974      | Alta Normandia                      |
| Parco naturale regionale della Lorena                         | 17 maggio 1974      | Lorena                              |
| Parco naturale regionale di Pilat                             | 17 maggio 1974      | Rhône-Alpes                         |
| Parco naturale regionale della Normandia-Maine                | 23 ottobre 1975     | Bassa Normandia, Paesi della Loira  |
| Parco naturale regionale dei Vosgi del Nord                   | 14 febbraio 1976    | Lorena, Alsazia                     |
| Parco naturale regionale della Martinica                      | 10 settembre 1976   | Martinica                           |
| Parco naturale regionale delle Montagne di Reims              | 28 settembre 1976   | Champagne-Ardenne                   |
| Parco naturale regionale del Luberon                          | 31 gennaio 1977     | Provenza-Alpi-Costa Azzurra         |
| Parco naturale regionale di Queyras                           | 31 gennaio 1977     | Provenza-Alpi-Costa Azzurra         |
| Parco naturale regionale dei Vulcani d'Alvernia               | 25 ottobre 1977     | Alvernia                            |
| Parco naturale regionale dell'Alta valle del Chevreuse        | 11 dicembre 1985    | Île-de-France                       |
| Parco naturale regionale di Livradois-Forez                   | 4 febbraio 1986     | Alvernia                            |
| Parco naturale regionale del Capo e Palude di Opale           | 12 febbraio 1986    | Nord-Pas-de-Calais                  |
| Parco naturale regionale dell'Alto Giura                      | 21 aprile 1986      | Franca Contea, Rhône-Alpes          |
| Parco naturale regionale dei Ballons dei Vosgi                | 5 giugno 1989       | Alsazia, Franca Contea, Lorena      |
| Parco naturale regionale di Brenne                            | 22 dicembre 1989    | Regione centrale                    |
| Parco naturale regionale delle Paludi di Cotentin e di Bessin | 14 maggio 1991      | Bassa Normandia                     |
| Parco naturale regionale di Chartreuse                        | 6 maggio 1995       | Rhône-Alpes                         |
| Parco naturale regionale delle Grands Causses                 | 6 maggio 1995       | Midi-Pyrénées                       |
| Parco naturale regionale del Vexin Francese                   | 9 maggio 1995       | Île-de-France                       |
| Parco naturale regionale del Massiccio dei Bauges             | 7 dicembre 1995     | Rhône-Alpes                         |
| Parco naturale regionale della Loira-Anjou-Touraine           | 30 maggio 1996      | Regione centrale, Paesi della Loira |
| Parco naturale regionale di Verdon                            | 3 marzo 1997        | Provenza-Alpi-Costa Azzurra         |
| Parco naturale regionale di Perche                            | 16 gennaio 1998     | Regione centrale, Bassa Normandia   |
| Parco naturale regionale dell'Avesnois                        | 13 marzo 1998       | Nord-Pas-de-Calais                  |
| Parco naturale regionale di Périgord-Limousin                 | 16 marzo 1998       | Aquitania, Limousin                 |
| Parco naturale regionale del Gâtinais Francese                | 4 maggio 1999       | Île-de-France                       |
| Parco naturale regionale delle Causses di Quercy              | 1º ottobre 1999     | Midi-Pyrénées                       |
| Parco naturale regionale della Guyana                         | 26 marzo 2001       | Guyana francese                     |
| Parco naturale regionale dei monti d'Ardèche                  | 9 aprile 2001       | Rhône-Alpes                         |
| Parco naturale regionale di Narbonaise nel Mediterraneo       | 8 dicembre 2003     | Languedoc-Roussillon                |
| Parco naturale regionale di Oise-Pays de France               | 15 gennaio 2004     | Piccardia, Île-de-France            |
| Parco naturale regionale dei Pirenei catalani                 | 5 marzo 2004        | Languedoc-Roussillon                |
| Parco naturale regionale di Millevaches en Limousin           | 18 maggio 2004      | Limousin                            |
| Parco naturale regionale delle Alpilles                       | 30 gennaio 2007     | Provenza-Alpi-Costa Azzurra         |